# Colonia el Manantial
Colonia el Manantial är en ort i Mexiko.   Den ligger i kommunen Villa de Zaachila och delstaten Oaxaca, i den sydöstra delen av landet, 400 km sydost om huvudstaden Mexico City. Colonia el Manantial ligger 1 574 meter över havet och antalet invånare är 786.
Terrängen runt Colonia el Manantial är kuperad åt sydost, men åt nordväst är den platt. Terrängen runt Colonia el Manantial sluttar västerut. Runt Colonia el Manantial är det ganska tätbefolkat, med 67 invånare per kvadratkilometer. Närmaste större samhälle är Oaxaca de Juárez, 16,4 km norr om Colonia el Manantial. Trakten runt Colonia el Manantial består till största delen av jordbruksmark.